# Harem

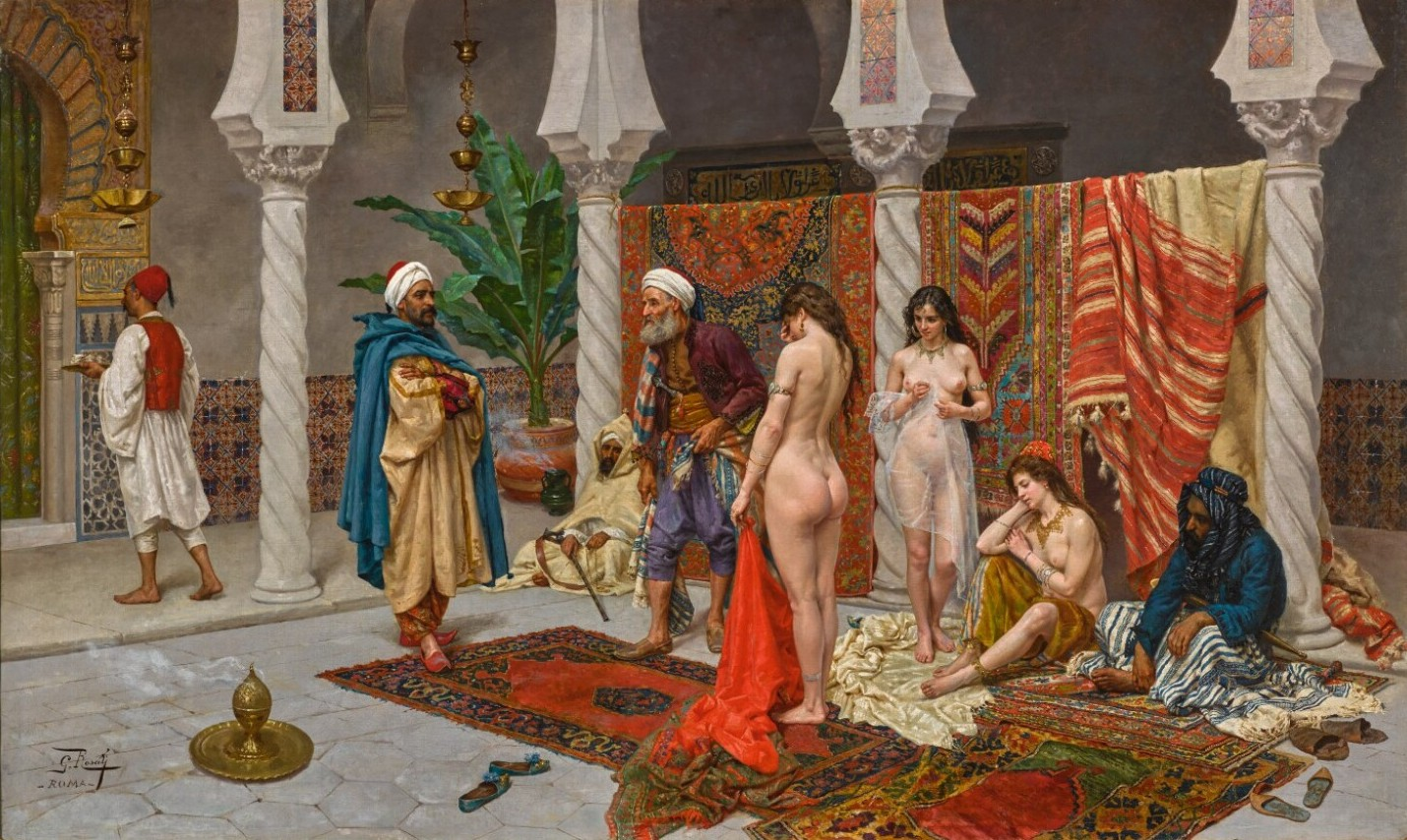
Harem (Giulio Rosati)

Un harem (de l'àrab: حرام, ḥarām, ‘prohibit’ o ‘sagrat’) és el conjunt d'esposes en matrimonis polígams i el lloc on viuen (també anomenat 'serrall'), on les visites masculines són prohibides, tret de l'espòs o els fills. Sovint els harems han estat guardats per eunucs.
A l'islam, l'Alcorà permet que cada fidel pugui tenir fins a quatre mullers legítimes així com un nombre il·limitat de concubines (o 'odalisques'), tot i que, en la pràctica, aquest privilegi va ser reservat a les classes més riques.
D'altres civilitzacions també han tingut harems, com ara els faraons egipcis, certs emperadors xinesos i determinats rajputs de l'Índia, sovint ocupant una ala separada del palau.